# Acquisition
Acquisition (adquisición en inglés) es un cliente peer-to-peer basado en Gnutella y BitTorrent para Mac OS X. Está basado en LimeWire y es un producto shareware. Acquisition se destaca por ser una de las aplicaciones peer-to-peer más pulidas disponibles para Mac OS X, haciendo uso de las API de Cocoa.
El uso de las bibliotecas de LimeWire GPLed por parte de Acquisition ha causado controversia. Los críticos aseguran que las dos partes de Acquisition (la interfaz gráfica y el núcleo modificado de LimeWire) no son realmente independientes y constituyen un único trabajo que no puede ser relicenciado. Sin embargo, desde que la interfaz gráfica y el núcleo modificado de LimeWire, de código abierto, pueden ejecutarse como procesos distintos, comunicándose bajo arquitectura en pipeline, los partidarios de Acquisition discuten que ese uso es totalmente admisible, ya que la GPL considera comunicación en pipeline un método válido de separar programas en la mayoría de los casos. Esto sigue los precedentes pasos fijados por la suite Xcode de código cerrado de Apple lo que confía en componentes de código abierto como gcc y gdb.